# Alfred Pauli (Kunsthistoriker)
Alfred Pauli (* 1896 in Dresden; † 1938 in Bremen) war ein deutscher Kunsthistoriker, Übersetzer, Illustrator und Kunsthändler.

## Leben
Alfred Pauli wurde 1896 als Sohn des Kunsthistorikers und späteren Museumsdirektors Gustav Pauli und dessen Ehefrau, der Schriftstellerin Magdalene Pauli (als Pseudonym auch Marga Berck) geboren. Sein Großvater war Alfred Dominicus Pauli, Jurist sowie Senator und Bürgermeister der Stadt Bremen.
Schon früh kam er in Kontakt mit Bremer Schriftstellern wie u. a. Rudolf Alexander Schröder, Alfred Heymel sowie Künstlern und Kunsthistorikern und deren Frauen, die sich in Bremen als intellektueller Kreis der sog. Goldenen Wolke um seine Eltern versammelt hatten, diverse künstlerische Projekte ins Leben riefen und auswärtige Gäste wie z. B. Rudolf Borchardt, Hugo von Hofmannsthal und Alfred Lichtwark zu Lesungen und Gesprächen einluden.
1914 zog die Familie nach Hamburg, da seinem Vater die Leitung der Kunsthalle übertragen wurde.
Er studierte in Hamburg Kunstgeschichte und promovierte 1923 über Erhard Schön, einem Nürnberger Maler und Holzschneider aus der ersten Hälfte des 16. Jahrhunderts, zu dessen Domäne das illustrierte Flugblatt zu Versen von Hans Sachs und anderen Nürnberger Spruchdichtern zählte. Nach dem Studium trat er zunächst in eine Amsterdamer Kunsthandlung ein und eröffnete 1935 ein eigenes Geschäft in der Hamburger Dammtorstraße. Zwischenzeitlich war er kurz in der Reiter-SS, wobei eine politische Nähe zum Nationalsozialismus unklar bleibt.
In der Folge eines 1938 in Hamburg gegen ihn eröffneten Ermittlungsverfahren wegen angeblicher „homosexueller Bündelei“ nahm er sich das Leben. Er hatte mit diesem Kreis wohl direkt nichts zu tun, aber man hatte seine Adresse gefunden und wusste von seiner Homosexualität. „Obwohl ihm nichts nachgewiesen werden konnte, fuhr er nach Bremen und erhängte sich dort in einer Kunsthandlung“, „wo man ihn kannte und er auf jemand zu warten vorgab, und hängte sich dann in der Stille der Mittagsstunde auf.“   Er wurde in der Paulischen Familiengrabstätte auf dem Riensberger Friedhof in Bremen beigesetzt.

## Werke
- Les Faïences et porcelaines de Strasbourg / Hans Haug. Les illustr. dans le texte ont été dessinées par l'auteur et Alfred Pauli, Strasbourg, Kahn 1922
- Erhard Schön: ein Nürnberger Maler und Holzschneider aus der ersten Hälfte des 16. Jahrhunderts / vorgelegt von Alfred Pauli, Hamburg, Phil. F., Univ., Diss., 1923
- Rembrandt und der holländische Barock / Frederik Schmidt-Degener. Dt. Übers. von Alfred Pauli. Leipzig [u. a.], Teubner 1928
- Rijksmuseum: Führer / [Übers. aus d. holl. u. engl. Ausgaben von Alfred Pauli]. Amsterdam. Rijksmuseum 1930
- In memoriam Alfred Pauli : 16 Gedichte / Alfred Pauli, Rudolf Alexander Schröder. Auswahl: Magdalene Pauli (Pseud.: Marga Berck), Bremen, Aschoff 1938
- Paul Martin, Alfred Pauli [Ill.]: Die Hoheitszeichen der Freien Stadt Strassburg 1200–1681, Strassburg, Strassburger Druckerei u. Verl.-Anst. 1941